# Demografia României
Conform recensământului din 2011, România are o populație de 20 121 641 de locuitori și este de așteptat ca în următorii ani să se înregistreze o scădere lentă a populației ca urmare a sporului natural negativ. Principalul grup etnic în România îl formează românii. Ei reprezintă, conform recensământului din 2011, 88,9 % din numărul total al populației. După români, următoarea comunitate etnică importantă este cea a maghiarilor, care reprezintă 6,1 % din populație, respectiv un număr de aproximativ 1 200 000 de cetățeni. După datele oficiale, în România trăiesc 665 000 de romi Alte comunități importante sunt cele ale germanilor, ucrainenilor, lipovenilor, turcilor, tătarilor, sârbilor, slovacilor, bulgarilor, croaților, grecilor, rutenilor, evreilor, cehilor, polonezilor, italienilor și armenilor. Din cei 745 421 de germani câți erau în România în 1930, în prezent au mai rămas aproximativ 60 000. De asemenea, în 1924, în Regatul României erau 796 056 de evrei, însă la recensământul din 2002 au fost numărați 6 179.

## Grupuri etnice

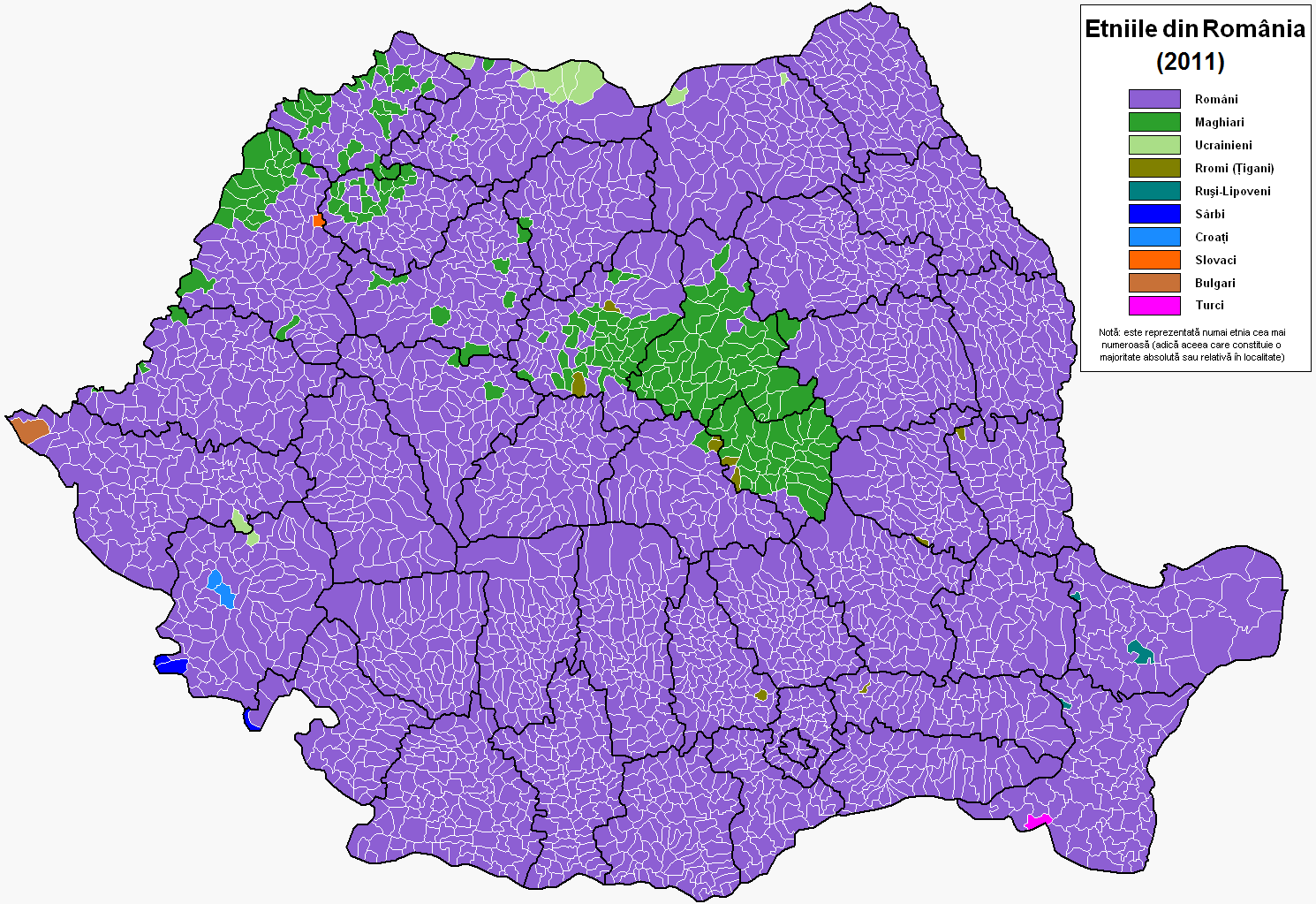
Principalele grupuri etnice în România

Maghiarii și romii compun cele mai numeroase minorități etnice din România, reprezentând 6,1 și, respectiv, 3,0 la sută din populația stabilă a României.
Populația de etnie maghiară este majoritară în județele Harghita (84,6%) și Covasna (73,8%), iar proporții semnificative ale populației de etnie maghiară (peste 20%) există și în județele Mureș (39,3%), Satu Mare (35,2%), Bihor (25,9%) și Sălaj (23,1%). Minoritatea de etnie romă este în creștere în aproape toate regiunile țării. Federația Etnică a Romilor din România considera că romii ar fi în număr de 2,5
milioane, reprezentând 10% din populația totală, iar după alți observatori, numărul lor ar fi mai mic, cuprins între 1 și 1,5 milioane. Județele unde trăiesc cei mai mulți romi sunt Mureș – 8,52%, Călărași – 7,48% și Sălaj – 6,69%. Al treilea grup etnic ca mărime din România, ucrainenii trăiesc mai ales în nordul țării, în zonele din apropierea graniței cu Ucraina, mai ales în județele Maramureș, Suceava și Timiș. De asemenea, în județul Tulcea au fost înregistrați circa 1.000 de ucraineni. Minoritatea germană este într-un declin continuu, începând de la recensământul din 1930. În prezent, cel mai mare procent al acestei comunități se înregistrează în județul Satu Mare (1,45%).

## Limbi vorbite

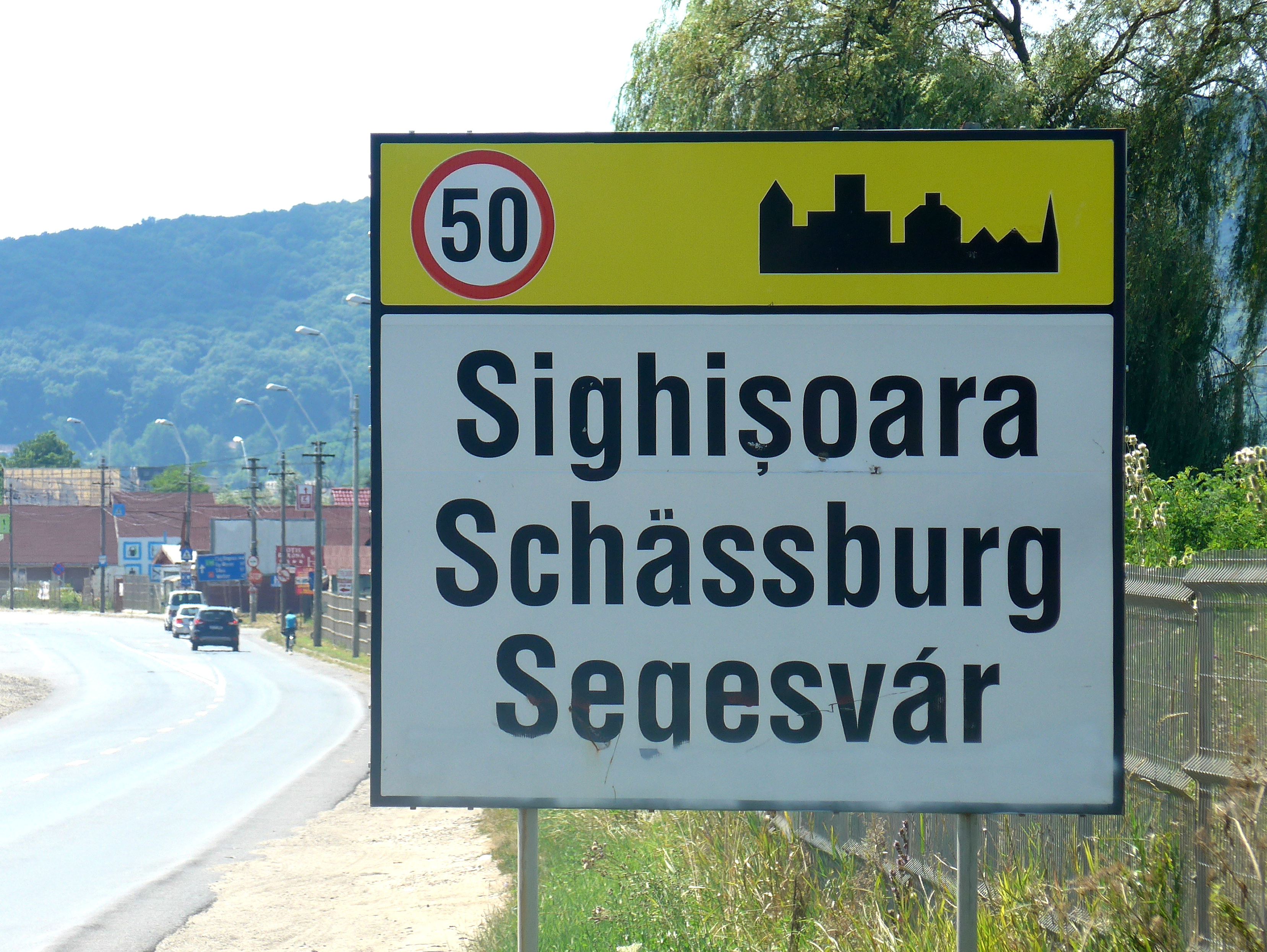
Indicator de intrare în Sighișoara în limbile română, germană și maghiară

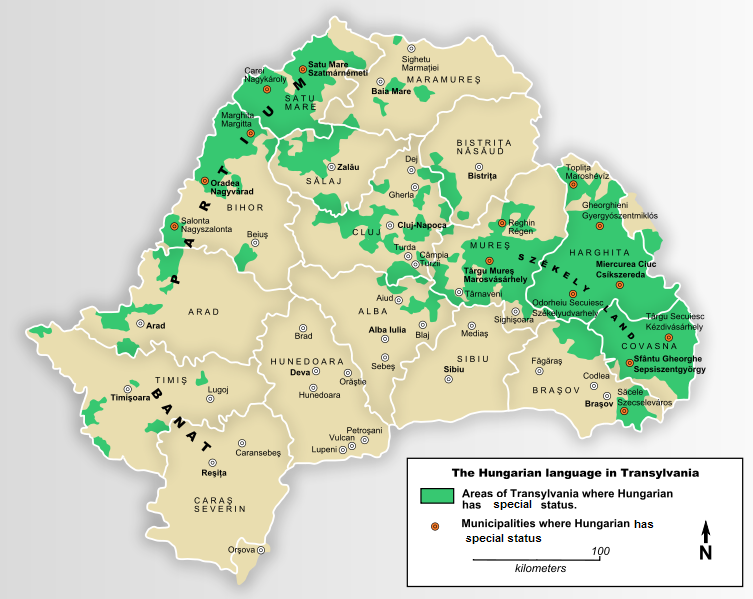
Limba maghiară în Transilvania

Limba oficială a României este limba română, ce aparține grupei limbilor romanice de est și este înrudită cu italiana, franceza, spaniola, portugheza, catalana și, mai departe, cu majoritatea limbilor europene. Româna este limba cu cel mai mare număr de vorbitori nativi ce reprezintă 91% din totalul populației României, fiind urmată de limbile vorbite de cele două minorități etnice principale, maghiarii și romii.
Limba maghiară este o limbă regională a României, fiind vorbită în Transilvania, Banat, Crișana, Maramureș și Moldova de către minoritatea maghiară. Astăzi este predată în secțiile maghiare din școli. Are 1,22 milioane de vorbitori, adică 6,5% din populația României. Este limba majoritară în județul Harghita și în județul Covasna, iar în județele Mureș și Satu Mare este utilizată de aproximativ 50% din populația acestor județe. Este vorbită în șase graiuri: sudic (în Timiș), de la Tisa (în Arad), de nord-est (în Crișana), ardelenesc (în Transilvania și Maramureș), secuiesc (în Harghita, Covasna, Mureș) și ceangăiesc (în Moldova).
Limba romă este utilizată de 1,2% din populația țării (273.500 de persoane). O mare parte a romilor nu mai vorbesc limba țigănească, ei folosind româna. În unele zone din Ardeal romii vorbesc maghiara.În România, dialectele vorbite de romi sunt:
- dialectele nord-vlahe vorbite de căldărași și grupuri de lovari mai ales în partea centrală a țării (Transilvania), dar, de asemenea, în Banat, Moldova și parțial în Oltenia;
- dialectele balcanice, vorbite de ursari în partea de sud a României și în Dobrogea de Sud;
- dialecte vlahe, vorbite în Oltenia și sudul României;
- dialecte central-sudice vorbite de romungri în Transilvania de Nord și Maramureș.

Până în anii '90, în România a existat o numeroasă comunitate de vorbitori de limbă germană, reprezentată în cea mai mare parte de sași. Deși cei mai mulți dintre membrii acestei comunități au emigrat în Germania, au rămas totuși în prezent într-un număr semnificativ de 45.000 de vorbitori nativi de limbă germană în România. În localitățile unde o anumită minoritate etnică reprezintă mai mult de 20% din populație, limba respectivei minorități poate fi utilizată în administrația publică și în sistemul judiciar. Pe de altă parte, limba germană este folosită de 2,4% din cetățenii români și datorită faptului că în 10% din școlile din România se predă germana. Germana este vorbită în trei dialecte: dialectul săsesc (în județele Bistrița-Năsăud, Sibiu și Brașov), dialectul șvăbesc (în Banat și Satu Mare) și tiptăresc (în Maramureș).
Limba ucraineană a rămas în uz în ciuda faptului că utilizarea ei a fost deseori limitată sau chiar interzisă în țara, deoarece a fost păstrată de ucraineni în folclor, muzică și literatură. Potrivit recensământului din 2011, 51.703 de persoane (0,3%) din populația României s-au declarat etnici ucraineni, cu toate că neoficial se crede că sunt în jur de 300.000. Majoritatea lor se regăsește în județele Maramureș, Suceava, Timiș, Caraș-Severin și Tulcea. Ei vorbesc graiul huțul și bucovinean (ambele făcând parte din grupul lingvistic ucrainean de sud-vest).
Limba rusă era una dintre principalele limbi învățate de elevi, alături de engleză și franceză, în timpul regimului comunist. După Revoluție însă, rusa a fost eliminată treptat din programa școlară din cauza dezinteresului elevilor. În anul 2014, în afara etnicilor care o studiau ca limbă maternă, mai erau aproximativ 500 de elevi care studiau limba rusă în școlile din România, ca limbă modernă 2 sau 3.
48% dintre români pot purta o conversație într-o altă limbă decât cea maternă. Engleza și franceza sunt principalele limbi străine predate în școlile din România. Limba engleză este vorbită de un număr de 5 milioane de români, în timp ce franceza de circa 4–5 milioane, iar germana, italiana și spaniola de câte 1–2 milioane fiecare. Universitățile din România sunt încurajate să întreprindă măsuri pentru organizarea de linii de studiu și de specializare în limbile și literaturile minorităților naționale. În trecut, limba franceză era cea mai cunoscută limbă străină în România, însă, de curând, engleza tinde să câștige teren. De obicei, cunoscătorii de limbă engleză sunt, în special, tinerii. În orice caz, România este membru cu drepturi depline a Organizației Internaționale a Francofoniei, iar în 2006 a găzduit la București un important summit al organizației. Limba germană a fost predată în special în Bucovina și Transilvania, datorită tradițiilor ce s-au păstrat în aceste regiuni din timpul dominației austro-ungare.

## Densitatea populației

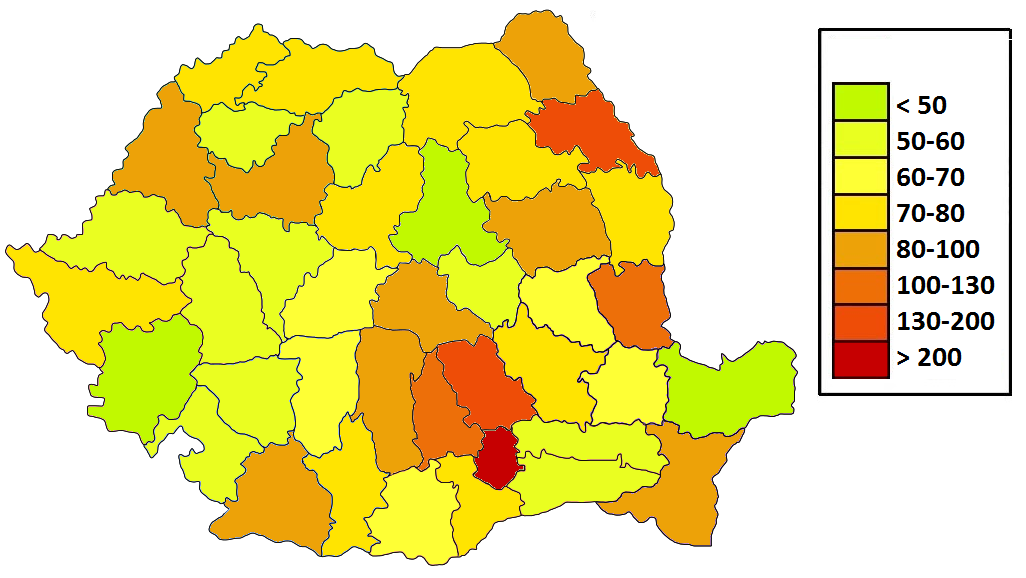
Densitatea populației în România  Arhivat în 22 aprilie 2018, la Wayback Machine.

## Religie

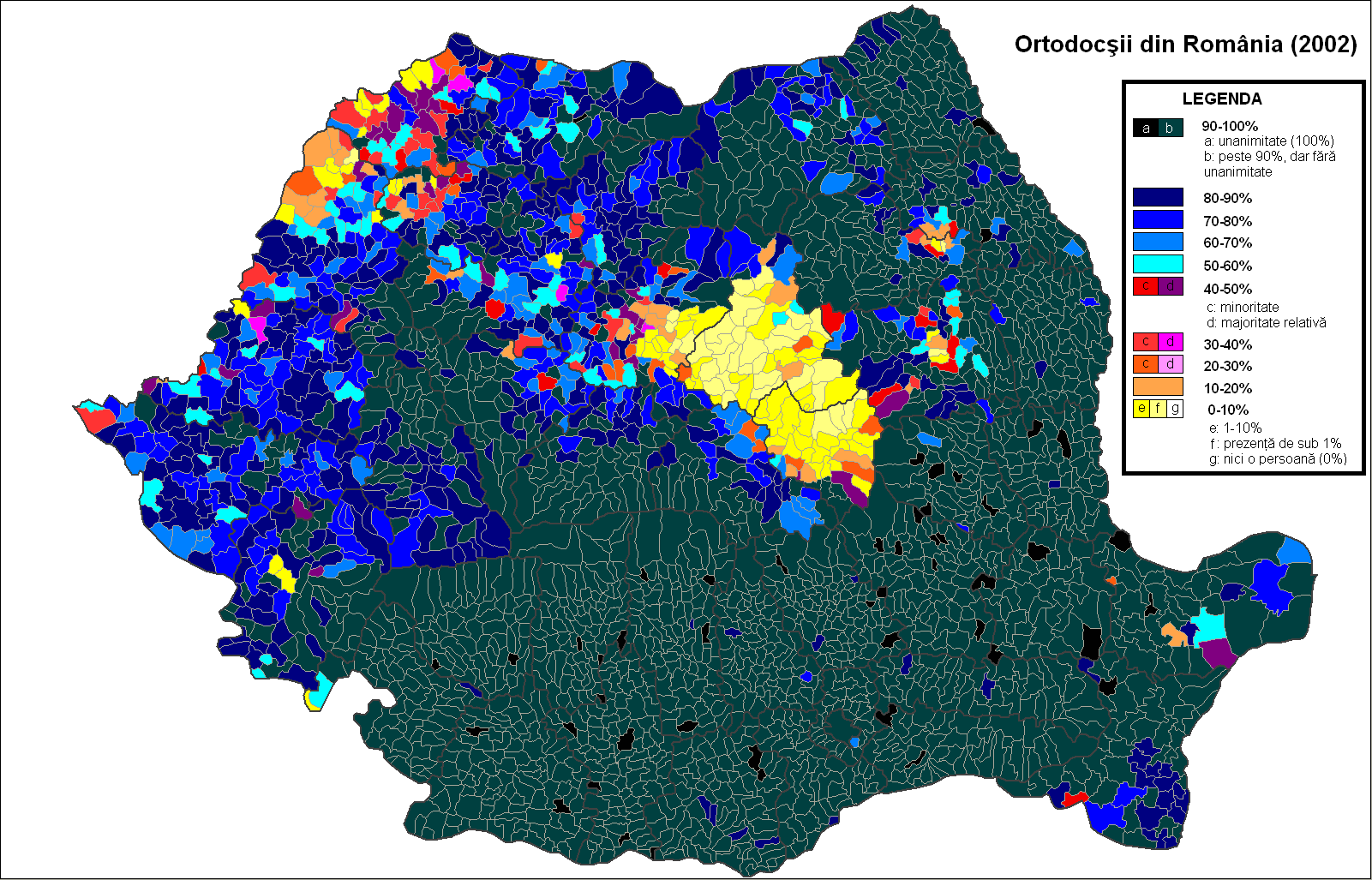
Distribuția ortodocșilor la recensământul din 2002

Viața religioasă în România se desfășoară conform principiului libertății credințelor religioase, principiu enunțat la articolul 29 din Constituția României, alături de libertatea gândirii și a opiniilor. Chiar dacă nu se definește explicit ca stat laic, România nu are nicio religie națională, respectând principiul de secularitate: autoritățile publice sunt obligate la neutralitate față de asociațiile și cultele religioase.
În România sunt recunoscute oficial 18 culte religioase. Biserica Ortodoxă Română este principala instituție religioasă din România. Ea este o biserică autocefală, ce se află în comuniune cu celelalte biserici aparținând Bisericii Ortodoxe. Cea mai mare parte a populației României, respectiv 86,45%, s-a declarat ca fiind de confesiune creștin ortodoxă, conform recensământului din 2011. De asemenea, importante comunități religioase ce aparțin altor ramuri ale creștinismului decât ortodoxia, sunt reprezentate de: romano-catolicism (4,62%), calvinism (3,19%), penticostalism (1,92%), greco-catolicism (0,8%) și baptism (0,6%). Astfel, populația creștină din România, reprezintă 99,5% din totalul populației țării. În Dobrogea există și o minoritate islamică compusă majoritar din turci și tătari. Credincioșii musulmani din România sunt în număr de circa 70.000, dintre care 85% trăiesc în județul Constanța, 12% în județul Tulcea, iar restul în diferite centre urbane ca: București, Brăila, Galați, Călărași, Giurgiu, Oltenița, Drobeta-Turnu Severin etc. De asemenea, la recensământul din 2011, în România existau 3.519 de persoane de religie mozaică, 20.743 de atei și 18.917 persoane fără religie. Rata ateismului este în creștere, însă și așa, aceasta este una dintre cele mai scăzute din lume. 59% dintre atei locuiesc în București sau în alte orașe mari și foarte mari. Un cult relativ nou, recunoscut oficial abia în anul 2000, este reprezentat de Martorii lui Iehova. Acesta atrage din ce în ce mai mulți adepți în fiecare an. La recensământul din 2011, 49.820 de persoane (aproximativ 0,26% din populația României) făceau parte din acest cult.
Până la Unirea din 1918, cea mai mare parte a populației din Transilvania era formată din credincioși ai Bisericii Române Unite cu Roma, ca urmare a trecerii unei mari părți a românilor, până atunci ortodocși, la Biserica Romei, la sfârșitul secolului al XVII-lea. Catolicismul și protestantismul sunt prezente mai ales în Transilvania și Crișana. De pildă, în județele Arad și Bihor este cea mai mare densitate de credincioși ai cultului baptist din România, aceștia întrunind 3,41% (14.700), respectiv 3,81% (21.934) din totalul populației acestor județe. De asemenea, în România există și alte culte, precum ortodocșii pe stil vechi și cultul armean.

## Educație

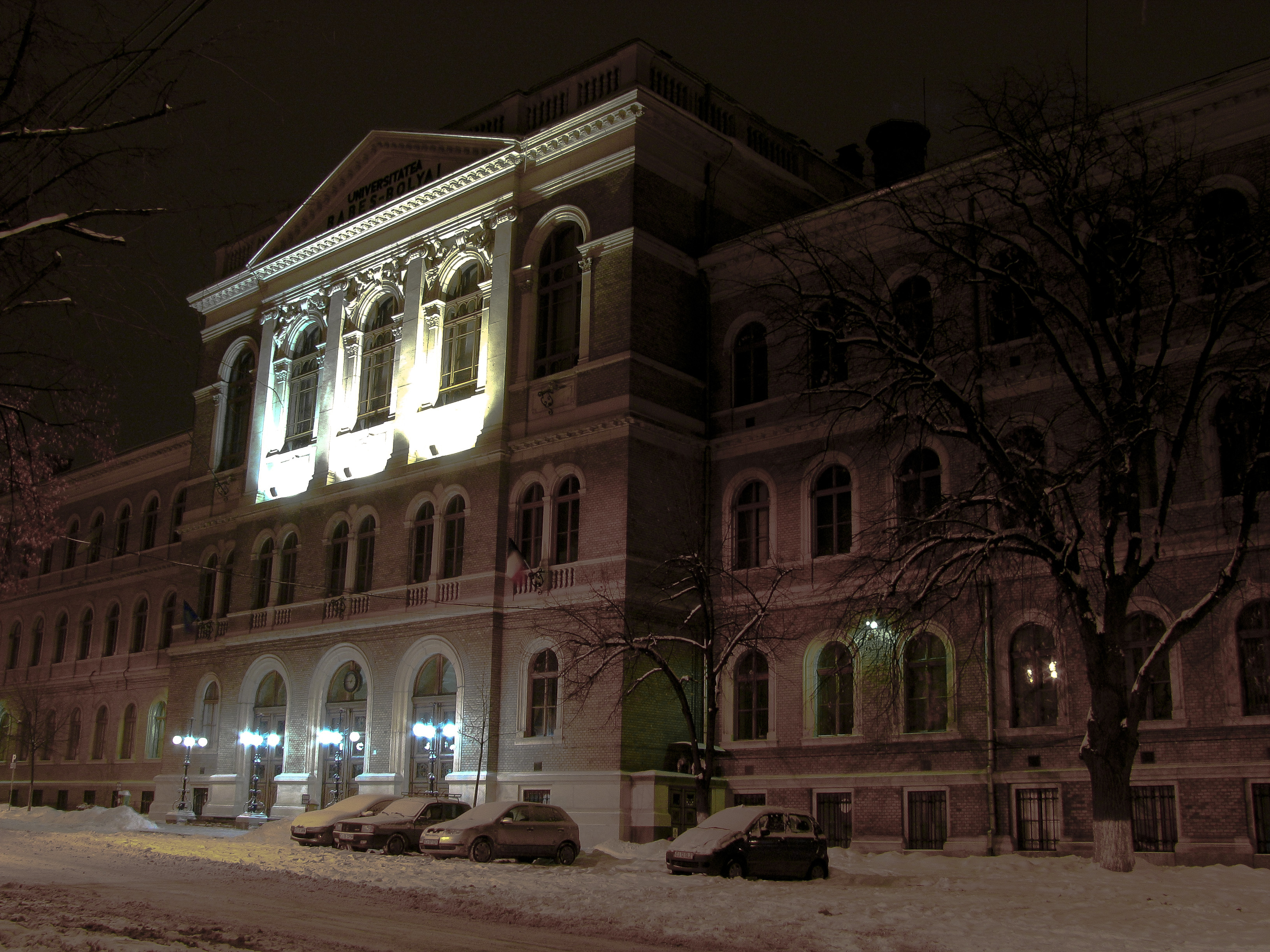
Cu aproape 42.000 de studenți în 2014, Universitatea Babeș-Bolyai din Cluj-Napoca este cea mai mare din țară.

După anul 1990, sistemul educațional din România a trecut printr-o serie de transformări datorate atât reglementărilor la nivel național și european, cât și evoluțiilor demografice din România, care au condus la reorganizarea întregului sistem de învățământ. În conformitate cu legea educației (adoptată în 1995), sistemul educativ românesc este reglementat de către Ministerul Educației Naționale și Cercetării Științifice. Fiecare nivel are propria sa formă de organizare și este subiectul legislației în vigoare. Grădinița este opțională între 3 și 6 ani. Școlarizarea începe la vârsta de 7 ani (câteodată la 6 ani) și este obligatorie până în clasa a X-a (de obicei, care corespunde cu vârsta de 16 sau 17). Învățământul primar și secundar este împărțit în 12 sau 13 clase. Învățământul superior este aliniat la spațiul european al învățământului superior.
Primii patru ani sunt predați de către un singur profesor (învățător), pentru majoritatea elevilor. Alte cadre didactice sunt folosite numai pentru câteva discipline de specialitate (limbi străine, informatică etc.). Cursurile sunt reconfigurate la sfârșitul clasei a IV-a, pe baza performanțelor academice. Selecția pentru clase se face pe baza testelor locale. Începând cu clasa a V-a, elevii au un alt profesor pentru fiecare materie. În plus, fiecare clasă are un profesor desemnat pentru a fi îndrumătorul clasei (diriginte). Studiile liceale sunt de patru ani, doi obligatorii (a IX-a și a X-a), doi neobligatorii (a XI-a și a XII-a). Nu există examene între clasa a X-a și a XI-a. Sistemul național de învățământ superior este structurat pe trei niveluri de studii universitare: studii universitare de licență, de masterat și doctorat.
În 2004, aproximativ 4,4 milioane din populație era înscrisă la școală. Dintre acestea, 650.000 în grădiniță, 3,11 milioane (14% din populație) în învățământul primar și secundar și 650.000 (3% din populație) la nivel terțiar (universități). În același an, rata de alfabetizare a adulților români era de 97,3% (a 45-a la nivel mondial), în timp ce raportul combinat brut de înscriere în sistemul educațional primar, secundar și terțiar a fost de 75% (al 52-lea din întreaga lume).
Asociația Ad Astra a cercetătorilor români a publicat ediția din 2007 a topului universităților din România. Acest top, aflat la a treia ediție, cuprinde un clasament general, respectiv un clasament pe domenii științifice, care reflectă pregătirea și performanța științifică a cadrelor didactice ale universităților. Clasamentele sunt realizate pe baza articolelor științifice publicate de personalul universităților în reviste științifice recunoscute pe plan internațional. În clasamentul general, pe primele locuri se situează Universitatea Alexandru Ioan Cuza din Iași (locul 1), Universitatea Babeș-Bolyai din Cluj-Napoca (locul 2) și Universitatea din București (locul 3). Comparativ cu țările UE, competitivitatea forței de muncă din România din punct de vedere al educației și competențelor (abilităților) este încă redusă. În cadrul PISA, aproximativ 70% din elevii de 15 ani din România au avut performanțe situate sub nivelul cerut pentru un loc de muncă modern, față de 37% din elevii de 15 ani din Uniunea Europeană. Nivelul indicatorilor privind educația în România este scăzut, comparativ cu al celor din UE.

Rata analfabetismului pe județe (2011). Media națională este de 1,22%.

România este țara cu cei mai mulți analfabeți din Europa. În România există aproape un sfert de milion de persoane analfabete. Potrivit datelor recensământului din 2011, în topul județelor cu cei mai mulți analfabeți – atât ca număr, dar și ca procentaj raportat la populația totală – se regăsesc județele din sudul și sud-estul României precum Giurgiu, Călărași, Teleorman, Ialomița sau Tulcea, în timp ce Capitala și o parte din județele din vestul, centrul și nord-estul țării au înregistrat cei mai puțini analfabeți – sub 1%. Deși față de recensământul din 2002 numărul analfabeților s-a micșorat cu circa 50% la nivel de țară, scăderea nu a avut un caracter uniform. Județe precum Maramureș, Dolj, Olt, Teleorman sau capitala București au înregistrat cele mai puternice scăderi (60–70%), în timp ce în județe precum Vrancea numărul persoanelor analfabete a scăzut cu doar puțin peste 16%. 41% dintre elevii români au acasă mai puțin de zece cărți și cam același procent dintre adolescenții de 15 ani citesc cu dificultate. În 2012, rata abandonului școlar a fost de 17,4%, în scădere față de 2011, când a fost de 17,5%, însă mult peste media de 12,8% din Uniunea Europeană, potrivit cifrelor publicate de Eurostat. Cele mai mari probleme se înregistrează la nivelul învățământului liceal și profesional, la care, în 2012, aproximativ 13% dintre elevi au renunțat. Cei mai mulți dintre copii abandonează școala din cauza sărăciei, dar și a lipsei de educație a părinților, care nu înțeleg importanța școlii, arată studiile de specialitate.

## Aglomerări urbane
La 1 ianuarie 2016 în mediul urban, în cele 320 de municipii și orașe, locuiau 12.546 de mii de persoane. Ponderea populației urbane a fost de 56,41%, în scădere ușoară față de 1 ianuarie 2015 (56,44%).
București este cel mai mare oraș și, totodată, capitala României. Acesta deține 16,8% din populația urbană și 9,5% din populația țării. La 1 ianuarie 2016, populația orașului depășea 2,1 milioane de locuitori, în timp ce zona metropolitană București concentrează o populație de peste 3 milioane de locuitori. Pe viitor, sunt prevăzute planuri de extindere a granițelor ariei metropolitane București.
În România mai există încă șase orașe care au o populație numeroasă (în jur de 300.000 de locuitori) și care se înscriu în clasamentul celor mai populate orașe din Uniunea Europeană. Acestea sunt: Iași, Timișoara, Cluj-Napoca, Constanța, Craiova și Galați. Alte orașe cu o populație ce depășește 200.000 de locuitori sunt Brașov, Ploiești, Oradea și Brăila. De asemenea, există încă alte 13 orașe care concentrează un număr mai mare de 100.000 de locuitori.
În prezent, o parte din cele mai mari orașe sunt incluse într-o zonă metropolitană: Constanța (500.000 de locuitori), Brașov, Iași (ambele cu o populație de aproximativ 400.000 de locuitori), Cluj-Napoca (370.000 de locuitori) și Oradea (260.000 de locuitori), iar altele sunt planificate: Timișoara–Arad (1 milion de locuitori), Galați–Brăila (800.000 de locuitori), Craiova (350.000 de locuitori), Ploiești (300.000 de locuitori) și Bacău (240.000 de locuitori).

## Indicatori demografici
- Mărimea populației: România are o populație de 20.121.641 locuitori[70].
- Densitatea populației:  84,4 loc/km².
- Populația urbană: circa 55,20% [70]
- Populația rurală: circa 44,80% [70]
- Rata migrației nete: -0,13 emigranți ‰ locuitori (anul 2006)
- Rata de creștere a populației:  -0,22% (anul 2010)
- Rata natalității: 9,9 născuți ‰ locuitori (anul 2010)
- Rata mortalității: 12,1 decese ‰ locuitori (anul 2010)
- Rata mortalității infantile: 9,2 decese ‰ născuți vii (anul 2010)
- Speranța de viață la naștere: 75.1 de ani  
  - aproximativ 71,4 de ani pentru bărbați (anul 2015)
  - aproximativ 78,8 ani pentru femei  (anul 2015)
- Rata totală a fertilității:  1,77 copii născuți/femeie (anul 2019)

## Evoluția natalității în România
Potrivit datelor prezente pe site-ul Fondului ONU pentru Populație în lume și în Cartea Verde publicată de această organizație, evoluția natalității în România este următoarea:
- Rata brută a natalității până în 1966: 14,3‰;
- După 1967, când au fost interzise avorturile, natalitatea a crescut până la 27,4‰;
- În perioada 1986-1989 natalitatea avea valori de aproximativ 16‰;
- După 1989 natalitatea a scăzut la 10,4‰ în 2000 și chiar sub 10‰ în 2002, după care s-a redresat ușor.
- În timp ce în 1989 s-au născut 369.000 de copii, în 1990 numărul de nou-născuți a fost de 314.000, în 1991 de 275.000, iar în 1992, 260.000, iar în 2012 de 198.770.
- În perioada 1985-1990 se nășteau în medie 360.000 copii pe an, iar în ultima decadă numărul oscilează în jurul a 220.000 pe an, spre exemplu, în anul 2004 s-au născut 216.300 copii, cu 3.800 mai mulți decât în anul precedent.

În mai 2010, mortalitatea infantilă era de 9,2 la mie, în condițiile în care în majoritatea statelor din UE aceasta era de sub 5 la 1.000.

## Împărțirea pe grupe de vârstă
- Populație totală:19,53 milioane
- 0-14 ani: 15,5% (masculin 1,772,583/feminin 1,681,539)
- 15-64 (de) ani: 69,7% (masculin 7,711,062/feminin 7,784,041)
- 65 de ani si peste: 14,7% (masculin 1,332,120/feminin 1,934,076) (2010)
- Peste 50 de ani tabloul demografic va fi complet diferit: pensionarii vor reprezenta mai mult de jumătate din populația țării[72].

## Evoluția populației României
Conform recensământului din anul 1930 din populația de 18.057.028 de locuitori, 80% trăia la sate și avea ca ocupație agricultura. Grupul etnic al romilor a cunoscut o evoluție demografică ascendentă. Dacă la referendumul din 1966 erau 0,4% din populația țării, în 1977 au ajuns la 1,1%, potrivit recensământului din 1992 reprezentau 1,8% din total, în 2002 au ajuns să fie 2,5%, iar în 2011 3,3%.
În anul 2012 populația României s-a diminuat din spor natural negativ cu peste 56.000 de persoane. Populația României se va reduce destul de mult în următorii ani, ajungând ca în 2050 să scadă până la 15,5 milioane de persoane (-29%), conform statisticilor.
În secolul 20 au fost organizate opt recensăminte ale populației și locuințelor, în anii 1912, 1930, 1941, 1948, 1956, 1966, 1977 și 1992.
Evoluția populației României, pe ani:
| Anul                 | 2019 | 2011 | 2002 | 1992 | 1977 | 1966 | 1956 | 1948 | 1941 | 1930 | 1912 | 1899 | 1860 |
| -------------------- | ---- | ---- | ---- | ---- | ---- | ---- | ---- | ---- | ---- | ---- | ---- | ---- | ---- |
| populația (milioane) | 21,1 | 20,1 | 21,6 | 22,8 | 21,5 | 19,1 | 17,5 | 15,8 | 16,1 | 18   | 7,2  | 5,9  | 4,1  |

## Statistici vitale

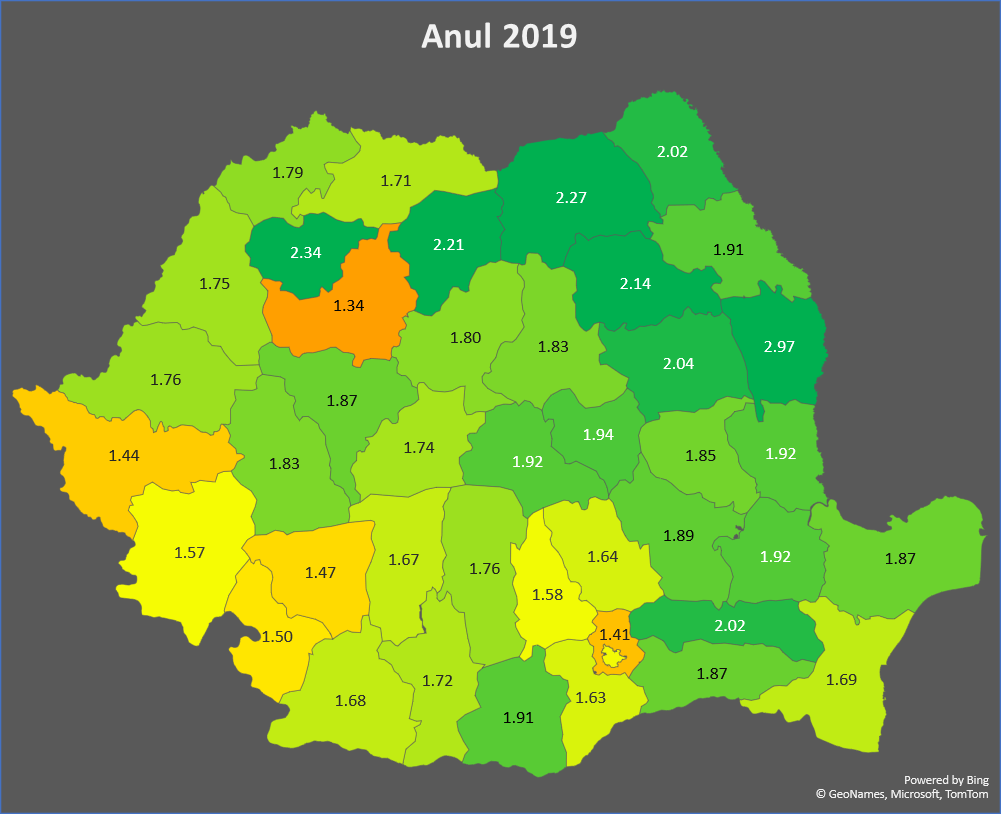
Rata totală de fertilitate în România, pe județe (2019)

### Rata de fertilitate 1850–1899
Rata totală de fertilitate reprezintă numărul de copii născuți de fiecare femeie. Aceasta se bazează pe date destul de bune pentru întreaga perioadă. Surse: Our World in Data și Gapminder Foundation.
| Ani                                   | 1850 | 1851 | 1852 | 1853 | 1854 | 1855 | 1856 | 1857 | 1858 | 1859 | 1860 |
| ------------------------------------- | ---- | ---- | ---- | ---- | ---- | ---- | ---- | ---- | ---- | ---- | ---- |
| Rata totală de fertilitate în România | 5,22 | 5,08 | 4,94 | 4,8  | 4,66 | 4,52 | 4,38 | 4,24 | 4,11 | 3,97 | 4,23 |

| Ani                                   | 1861 | 1862 | 1863 | 1864 | 1865 | 1866 | 1867 | 1868 | 1869 | 1870 |
| ------------------------------------- | ---- | ---- | ---- | ---- | ---- | ---- | ---- | ---- | ---- | ---- |
| Rata totală de fertilitate în România | 4,29 | 4,29 | 4,07 | 4,82 | 4,64 | 4,19 | 4,25 | 4,48 | 4,56 | 4,61 |

| Ani                                   | 1871 | 1872 | 1873 | 1874 | 1875 | 1876 | 1877 | 1878 | 1879 | 1880 |
| ------------------------------------- | ---- | ---- | ---- | ---- | ---- | ---- | ---- | ---- | ---- | ---- |
| Rata totală de fertilitate în România | 4,49 | 4,29 | 4,36 | 4,6  | 5,2  | 4,96 | 4,74 | 4,22 | 4,97 | 5,05 |

| Ani                                   | 1881 | 1882 | 1883 | 1884 | 1885 | 1886 | 1887 | 1888 | 1889 | 1890 |
| ------------------------------------- | ---- | ---- | ---- | ---- | ---- | ---- | ---- | ---- | ---- | ---- |
| Rata totală de fertilitate în România | 5,56 | 5,41 | 5,74 | 5,55 | 5,78 | 5,65 | 5,49 | 5,68 | 5,44 | 5,16 |

| Ani                                   | 1891 | 1892 | 1893 | 1894 | 1895 | 1896 | 1897 | 1898 | 1899 |
| ------------------------------------- | ---- | ---- | ---- | ---- | ---- | ---- | ---- | ---- | ---- |
| Rata totală de fertilitate în România | 5,67 | 5,23 | 5,43 | 5,48 | 5,67 | 5,45 | 5,75 | 4,92 | 5,63 |

### Înainte de Primul Război Mondial
|      | Populația medie | Nașteri vii | Decese  | Schimbare naturală | Rata brută a natalității (la 1.000) | Rata brută de mortalitate (la 1.000) | Schimbare naturală (la 1.000) | Ratele totale de fertilitate |
| ---- | --------------- | ----------- | ------- | ------------------ | ----------------------------------- | ------------------------------------ | ----------------------------- | ---------------------------- |
| 1900 | 6.050.000       | 235.000     | 146.000 | 89.000             | 38,8                                | 24,2                                 | 14,7                          | 5,20                         |
| 1901 | 6.120.000       | 241.000     | 160.000 | 81.000             | 39,3                                | 26,2                                 | 13,2                          | 5,27                         |
| 1902 | 6.210.000       | 242.000     | 172.000 | 70.000             | 39,0                                | 27,7                                 | 11,3                          | 5,23                         |
| 1903 | 6.290.000       | 252.000     | 156.000 | 96.000             | 40,1                                | 24,8                                 | 15,3                          | 5,37                         |
| 1904 | 6.390.000       | 256.000     | 156.000 | 100.000            | 40,1                                | 24,4                                 | 15,6                          | 5,37                         |
| 1905 | 6.480.000       | 248.000     | 160.000 | 88.000             | 38,3                                | 24,7                                 | 13,6                          | 5,13                         |
| 1906 | 6.570.000       | 262.000     | 157.000 | 105.000            | 39,9                                | 23,9                                 | 16,0                          | 5,35                         |
| 1907 | 6.680.000       | 274.000     | 176.000 | 98.000             | 41,1                                | 26,3                                 | 14,8                          | 5,51                         |
| 1908 | 6.770.000       | 273.000     | 185.000 | 88.000             | 40,3                                | 27,4                                 | 13                            | 5,40                         |
| 1909 | 6.860.000       | 282.000     | 188.000 | 94.000             | 41,1                                | 27,4                                 | 13,7                          | 5,51                         |
| 1910 | 6.970.000       | 274.000     | 173.000 | 101.000            | 39,3                                | 24,8                                 | 14,5                          | 5,27                         |
| 1911 | 7.090.000       | 300.000     | 179.000 | 121.000            | 42,3                                | 25,3                                 | 17,1                          | 5,67                         |
| 1912 | 7.240.000       | 314.000     | 166.000 | 148.000            | 43,4                                | 22,9                                 | 20,4                          | 5,82                         |
| 1913 | 7.360.000       | 310.000     | 192.000 | 118.000            | 42,1                                | 26,1                                 | 16,0                          | 5,64                         |
| 1914 | 7.770.000       | 327.000     | 183.000 | 144.000            | 42,1                                | 23,5                                 | 18,5                          | 5,64                         |
| 1915 | 7.910.000       | 320.000     | 194.000 | 126.000            | 40,5                                | 24,5                                 | 15,9                          | 5,43                         |

| Ani                                   | 1916 | 1917 | 1918 |
| ------------------------------------- | ---- | ---- | ---- |
| Rata totală de fertilitate în România | 4,84 | 4,25 | 3,67 |

### Între Primul și Al Doilea Război Mondial
|      | Populația medie | Nașteri vii | Decese  | Schimbare naturală | Rata brută a natalității (la 1.000) | Rata brută de mortalitate (la 1.000) | Schimbare naturală (la 1.000) | Ratele totale de fertilitate |
| ---- | --------------- | ----------- | ------- | ------------------ | ----------------------------------- | ------------------------------------ | ----------------------------- | ---------------------------- |
| 1919 | 15.920.000      | 366.000     | 328.000 | 38.000             | 23,0                                | 20,6                                 | 2,4                           | 3,08                         |
| 1920 | 16.010.000      | 539.000     | 415.000 | 124.000            | 33,7                                | 25,9                                 | 7,7                           | 4,52                         |
| 1921 | 16.240.000      | 620.000     | 372.000 | 248.000            | 38,2                                | 22,9                                 | 15,3                          | 5,12                         |
| 1922 | 16.500.000      | 614.000     | 376.000 | 238.000            | 37,2                                | 22,8                                 | 14,4                          | 4,98                         |
| 1923 | 16.770.000      | 609.000     | 372.000 | 237.000            | 36,4                                | 22,1                                 | 14,4                          | 4,88                         |
| 1924 | 16.990.000      | 623.000     | 383.000 | 240.000            | 36,7                                | 22,5                                 | 14,1                          | 4,92                         |
| 1925 | 17.190.000      | 606.000     | 362.000 | 244.000            | 35,2                                | 21,1                                 | 14,1                          | 4,72                         |
| 1926 | 17.460.000      | 608.000     | 373.000 | 235.000            | 34,8                                | 21,4                                 | 13,4                          | 4,66                         |
| 1927 | 17.690.000      | 603.000     | 393.000 | 210.000            | 34,1                                | 22,2                                 | 11,9                          | 4,57                         |
| 1928 | 17.970.000      | 624.000     | 352.000 | 272.000            | 34,7                                | 19,6                                 | 15,1                          | 4,65                         |
| 1929 | 17.640.000      | 601.000     | 378.000 | 223.000            | 34,1                                | 21,4                                 | 12,6                          | 4,57                         |
| 1930 | 17.870.000      | 625.000     | 347.000 | 278.000            | 35,0                                | 19,4                                 | 15,6                          | 4,69                         |
| 1931 | 18.190.000      | 605.000     | 379.000 | 226.000            | 33,3                                | 20,8                                 | 12,4                          | 4,46                         |
| 1932 | 18.427.000      | 662.000     | 399.000 | 263.000            | 35,9                                | 21,7                                 | 14,3                          | 4,81                         |
| 1933 | 18.653.000      | 598.000     | 348.000 | 250.000            | 32,1                                | 18,7                                 | 13,4                          | 4,30                         |
| 1934 | 18.914.000      | 612.416     | 390.668 | 221.748            | 32,4                                | 20,7                                 | 11,7                          | 4,34                         |
| 1935 | 19.088.000      | 585.503     | 402.720 | 182.783            | 30,7                                | 21,1                                 | 9,6                           | 4,11                         |
| 1936 | 19.319.000      | 608.906     | 382.179 | 226.727            | 31,5                                | 19,8                                 | 11,7                          | 4,22                         |
| 1937 | 19.535.000      | 601.310     | 377.954 | 223.356            | 30,8                                | 19,3                                 | 11,4                          | 4,13                         |
| 1938 | 19.750.000      | 585.423     | 379.445 | 205.978            | 29,6                                | 19,2                                 | 10,4                          | 3,97                         |
| 1939 | 19.934.000      | 563.817     | 370.348 | 193.469            | 28,3                                | 18,6                                 | 9,7                           | 3,79                         |

| Ani                                   | 1940 | 1941 | 1942 | 1943 | 1944 | 1945 |
| ------------------------------------- | ---- | ---- | ---- | ---- | ---- | ---- |
| Rata totală de fertilitate în România | 3,55 | 3,08 | 2,87 | 3,14 | 2,91 | 2,63 |

### După cel de-al Doilea Război Mondial
Principalele surse:
|      | Populația medie (1 iulie) | Nașteri vii | Decese  | Schimbare naturală | Rata brută a natalității (la 1.000) | Rata brută de mortalitate (la 1.000) | Schimbare naturală (la 1.000) | Modificarea brută a migrației (la 1.000) | Ratele totale de fertilitate |
| ---- | ------------------------- | ----------- | ------- | ------------------ | ----------------------------------- | ------------------------------------ | ----------------------------- | ---------------------------------------- | ---------------------------- |
| 1946 | 15.760.000                | 391.273     | 296.439 | 94.834             | 24,8                                | 18,8                                 | 6,0                           | 0,3                                      | 3,32                         |
| 1947 | 15.860.000                | 370.562     | 349.331 | 21.231             | 23,4                                | 22,0                                 | 1,3                           | 0,8                                      | 3,14                         |
| 1948 | 15.893.000                | 379.868     | 248.238 | 131.630            | 23,9                                | 15,6                                 | 8,3                           | 3,7                                      | 3,20                         |
| 1949 | 16.084.000                | 444.065     | 219.881 | 224.184            | 27,6                                | 13,7                                 | 13,9                          | 0,2                                      | 3,70                         |
| 1950 | 16.311.000                | 426.820     | 202.010 | 224.810            | 26,2                                | 12,4                                 | 13,8                          | -4,4                                     | 3,14                         |
| 1951 | 16.464.000                | 412.534     | 210.021 | 202.513            | 25,1                                | 12,8                                 | 12,3                          | -2,2                                     | 3,01                         |
| 1952 | 16.630.000                | 413.217     | 195.287 | 217.930            | 24,8                                | 11,7                                 | 13,1                          | -0,1                                     | 2,97                         |
| 1953 | 16.847.000                | 401.717     | 194.752 | 206.965            | 23,8                                | 11,6                                 | 12,3                          | -0,8                                     | 2,76                         |
| 1954 | 17.040.000                | 422.346     | 195.091 | 227.255            | 24,8                                | 11,4                                 | 13,3                          | 3,4                                      | 2,98                         |
| 1955 | 17.325.000                | 442.864     | 167.535 | 275.329            | 25,6                                | 9,7                                  | 15,9                          | -1,0                                     | 3,07                         |
| 1956 | 17.583.000                | 425.704     | 174.847 | 250.857            | 24,2                                | 9,9                                  | 14,3                          | -0,3                                     | 2,89                         |
| 1957 | 17.829.000                | 407.819     | 181.923 | 225.896            | 22,9                                | 10,2                                 | 12,7                          | 0                                        | 2,73                         |
| 1958 | 18.056.000                | 390.500     | 156.493 | 234.007            | 21,6                                | 8,7                                  | 13,0                          | -3,6                                     | 2,58                         |
| 1959 | 18.226.000                | 368.007     | 186.767 | 181.240            | 20,2                                | 10,2                                 | 9,9                           | -0,2                                     | 2,43                         |
| 1960 | 18.403.414                | 352.241     | 160.720 | 191.521            | 19,1                                | 8,7                                  | 10,4                          | -1,5                                     | 2,33                         |
| 1961 | 18.566.932                | 324.859     | 161.936 | 162.923            | 17,5                                | 8,7                                  | 8,8                           | -2,7                                     | 2,17                         |
| 1962 | 18.680.721                | 301.985     | 172.429 | 129.556            | 16,2                                | 9,2                                  | 6,9                           | 0,2                                      | 2,04                         |
| 1963 | 18.813.131                | 294.886     | 155.767 | 139.119            | 15,7                                | 8,3                                  | 7,4                           | -1,3                                     | 2,01                         |
| 1964 | 18.927.081                | 287.383     | 152.476 | 134.907            | 15,2                                | 8,1                                  | 7,1                           | -1,8                                     | 1,96                         |
| 1965 | 19.027.367                | 278.362     | 163.393 | 114.969            | 14,6                                | 8,6                                  | 6,0                           | 0                                        | 1,91                         |
| 1966 | 19.140.783                | 273.678     | 157.445 | 116.233            | 14,3                                | 8,2                                  | 6,1                           | 1,4                                      | 1,90                         |
| 1967 | 19.284.814                | 527.764     | 179.129 | 348.635            | 27,4                                | 9,3                                  | 18,1                          | 4,5                                      | 3,66                         |
| 1968 | 19.720.984                | 526.091     | 188.509 | 337.582            | 26,7                                | 9,6                                  | 17,1                          | −2,4                                     | 3,63                         |
| 1969 | 20.010.178                | 465.764     | 201.225 | 264.539            | 23,3                                | 10,1                                 | 13,2                          | −1,1                                     | 3,19                         |
| 1970 | 20.252.541                | 427.034     | 193.255 | 233.779            | 21,1                                | 9,5                                  | 11,5                          | −0,8                                     | 2,89                         |
| 1971 | 20.469.658                | 400.146     | 194.306 | 205.840            | 19,5                                | 9,5                                  | 10,1                          | −0,7                                     | 2,66                         |
| 1972 | 20.662.648                | 389.153     | 189.793 | 199.360            | 18,8                                | 9,2                                  | 9,6                           | −1,6                                     | 2,55                         |
| 1973 | 20.827.525                | 378.696     | 203.559 | 175.137            | 18,2                                | 9,8                                  | 8,4                           | 1,3                                      | 2,44                         |
| 1974 | 21.028.841                | 427.732     | 191.286 | 236.446            | 20,3                                | 9,1                                  | 11,2                          | −0,9                                     | 2,72                         |
| 1975 | 21.245.103                | 418.185     | 197.538 | 220.647            | 19,7                                | 9,3                                  | 10,4                          | −1,0                                     | 2,62                         |
| 1976 | 21.445.698                | 417.353     | 204.873 | 212.480            | 19,5                                | 9,6                                  | 9,9                           | 0                                        | 2,58                         |
| 1977 | 21.657.569                | 423.958     | 208.685 | 215.273            | 19,6                                | 9,6                                  | 9,9                           | −0,8                                     | 2,60                         |
| 1978 | 21.854.622                | 416.598     | 211.846 | 204.752            | 19,1                                | 9,7                                  | 9,4                           | −0,5                                     | 2,54                         |
| 1979 | 22.048.305                | 410.603     | 217.509 | 193.094            | 18,6                                | 9,9                                  | 8,8                           | −1,9                                     | 2,50                         |
| 1980 | 22.201.387                | 398.904     | 231.876 | 167.028            | 18,0                                | 10,4                                 | 7,5                           | −0,7                                     | 2,45                         |
| 1981 | 22.352.635                | 381.101     | 224.635 | 156.466            | 17,0                                | 10,0                                 | 7,0                           | −1,4                                     | 2,37                         |
| 1982 | 22.477.703                | 344.369     | 224.120 | 120.249            | 15,3                                | 10,0                                 | 5,3                           | −1,9                                     | 2,17                         |
| 1983 | 22.553.074                | 321.498     | 233.892 | 87.606             | 14,3                                | 10,4                                 | 3,9                           | −0,7                                     | 2,00                         |
| 1984 | 22.624.505                | 350.741     | 233.699 | 117.042            | 15,5                                | 10,3                                 | 5,2                           | −0,8                                     | 2,19                         |
| 1985 | 22.724.836                | 358.797     | 246.670 | 112.127            | 15,8                                | 10,9                                 | 4,9                           | −0,6                                     | 2,26                         |
| 1986 | 22.823.479                | 376.896     | 242.330 | 134.566            | 16,5                                | 10,6                                 | 5,9                           | −0,8                                     | 2,39                         |
| 1987 | 22.940.430                | 383.199     | 254.286 | 128.913            | 16,7                                | 11,1                                 | 5,6                           | −0,7                                     | 2,42                         |
| 1988 | 23.053.552                | 380.043     | 253.370 | 126.673            | 16,5                                | 11,0                                 | 5,5                           | −1,1                                     | 2,31                         |
| 1989 | 23.151.564                | 369.544     | 247.306 | 122.238            | 16,0                                | 10,7                                 | 5,3                           | −2,9                                     | 2,19                         |
| 1990 | 23.206.720                | 314.746     | 247.086 | 67.660             | 13,6                                | 10,6                                 | 2,9                           | −3,8                                     | 1,83                         |
| 1991 | 23.185.084                | 275.275     | 251.760 | 23.515             | 11,9                                | 10,9                                 | 1,0                           | −18,1                                    | 1,56                         |
| 1992 | 22.788.969                | 260.393     | 263.855 | −3.462             | 11,4                                | 11,6                                 | −0,2                          | −1,3                                     | 1,50                         |
| 1993 | 22.755.260                | 249.994     | 263.323 | −13.329            | 11,0                                | 11,6                                 | −0,6                          | −0,5                                     | 1,45                         |
| 1994 | 22.730.622                | 246.736     | 266.101 | –19.365            | 10,9                                | 11,7                                 | −0,9                          | −1,3                                     | 1,42                         |
| 1995 | 22.680.951                | 236.640     | 271.672 | −35.032            | 10,4                                | 12,0                                 | −1,5                          | −1,7                                     | 1,34                         |
| 1996 | 22.607.620                | 231.348     | 286.158 | −54.810            | 10,2                                | 12,7                                 | −2,4                          | −0,3                                     | 1,29                         |
| 1997 | 22.545.925                | 236.891     | 279.315 | −42.424            | 10,5                                | 12,4                                 | −1,9                          | 0                                        | 1,31                         |
| 1998 | 22.502.803                | 237.297     | 269.166 | −31.869            | 10,5                                | 12,0                                 | −1,4                          | −0,6                                     | 1,33                         |
| 1999 | 22.458.022                | 234.600     | 265.194 | −30.594            | 10,4                                | 11,8                                 | −1,4                          | 0,4                                      | 1,32                         |
| 2000 | 22.435.205                | 234.521     | 255.820 | −21.299            | 10,5                                | 11,4                                 | −0,9                          | −0,3                                     | 1,32                         |
| 2001 | 22.408.393                | 220.368     | 259.603 | −39.235            | 9,8                                 | 11,6                                 | −1,8                          | −30,9                                    | 1,23                         |
| 2002 | 21.675.775                | 210.529     | 269.666 | −59.137            | 9,7                                 | 12,4                                 | −2,7                          | −2,0                                     | 1,26                         |
| 2003 | 21.574.365                | 212.459     | 266.575 | −54.116            | 9,8                                 | 12,4                                 | −2,5                          | −3,2                                     | 1,29                         |
| 2004 | 21.451.845                | 216.261     | 258.890 | −42.629            | 10,1                                | 12,1                                 | −2,0                          | −4,2                                     | 1,32                         |
| 2005 | 21.319.673                | 221.020     | 262.101 | −41.081            | 10,4                                | 12,3                                 | −1,9                          | −4,0                                     | 1,38                         |
| 2006 | 21.193.749                | 219.483     | 258.094 | −38.611            | 10,4                                | 12,2                                 | −1,8                          | −12,9                                    | 1,41                         |
| 2007 | 20.882.980                | 214.728     | 251.965 | −37.237            | 10,3                                | 12,1                                 | −1,8                          | −14,7                                    | 1,43                         |
| 2008 | 20.537.848                | 221.900     | 253.202 | −31.302            | 10,8                                | 12,3                                 | −1,5                          | −6,8                                     | 1,58                         |
| 2009 | 20.367.437                | 222.388     | 257.213 | −34.825            | 10,9                                | 12,6                                 | −1,7                          | −4,2                                     | 1,65                         |
| 2010 | 20.246.798                | 212.199     | 259.723 | −47.524            | 10,5                                | 12,8                                 | −2,3                          | −2,6                                     | 1,58                         |
| 2011 | 20.147.657                | 196.242     | 251.439 | −55.197            | 9,7                                 | 12,5                                 | −2,7                          | −1,6                                     | 1,46                         |
| 2012 | 20.060.182                | 201.104     | 255.539 | −54.435            | 10,0                                | 12,7                                 | −2,7                          | 0                                        | 1,52                         |
| 2013 | 19.988.694                | 188.599     | 247.475 | −58.876            | 9,4                                 | 12,4                                 | −2,9                          | −0,7                                     | 1,45                         |
| 2014 | 19.916.451                | 198.740     | 254.965 | −56.225            | 10,0                                | 12,8                                 | −2,8                          | −1,9                                     | 1,55                         |
| 2015 | 19.822.250                | 201.995     | 262.442 | −60.447            | 10,2                                | 13,2                                 | −3,0                          | −2,8                                     | 1,61                         |
| 2016 | 19.706.424                | 205.773     | 258.404 | −52.631            | 10,4                                | 13,1                                 | −2,7                          | −3,1                                     | 1,68                         |
| 2017 | 19.592.933                | 210.590     | 262.321 | −51.731            | 10,7                                | 13,4                                 | −2,6                          | −3,0                                     | 1,77                         |
| 2018 | 19.483.840                | 210.290     | 264.963 | −54.673            | 10,8                                | 13,6                                 | −2,8                          | −1,8                                     | 1,81                         |
| 2019 | 19.394.228                | 211.175     | 260.877 | −49.702            | 10,9                                | 13,5                                 | −2,6                          | −3,8                                     | 1,86                         |
| 2020 | 19.296.076                | 206.826     | 299.524 | −92.698            | 10,7                                | 15,5                                 | −4,8                          | −2,6                                     | 1,80                         |
| 2021 | 19.126.302                | 199.107     | 336.075 | −136.968           | 10,4                                | 17,6                                 | −7,2                          | -1,1                                     | 1,81                         |
| 2022 | 19.052.694                | 178.233     | 272.953 | −94.720            | 9,4                                 | 14,3                                 | −4,9                          | 4,8                                      | 1,71                         |
| 2023 | 19.065.215                | 160.078     | 244.061 | −83.983            | 8,4                                 | 12,8                                 | −4,4                          |                                          | 1,54                         |
| 2024 | 19.067.576                | 149.612     | 246.012 | -96.400            | 7,8                                 | 12,9                                 | -5,1                          |                                          |                              |

| Perioada            | Naṣteri           | Decedaţi        | Spor natural |
| ------------------- | ----------------- | --------------- | ------------ |
| Ianuarie-Iunie 2024 | 69.445            | 121.814         | −52.369      |
| Ianuarie-Iunie 2025 | 66.362            | 122.797         | −56.435      |
| Diferența           | ▼ −3.083 (−4,43%) | ▲ +983 (+0,80%) | ▼ -4.066     |

## Numărul salariaților
Numărul de salariați din România a scăzut de la 8,1 milioane în 1990, la 4,5 milioane în prezent, din totalul populației active, de 10,5 milioane persoane. O estimare comparativă arată că numărul românilor plecați la muncă în străinătate în 2009 se situează undeva între 2.800.000 și 3.000.000 de persoane, însă fenomenul emigrației nu este exact cuantificat.

## Emigrația
Numărul românilor ori al persoanelor cu strămoși născuți în România care trăiesc în afara granițelor țării este de aproximativ 12 milioane. Puțin timp după revoluția din decembrie 1989, populația României a fost de peste 23 de milioane de locuitori. Însă, începând cu 1991, aceasta a intrat într-o tendință de scădere treptată, ajungând actualmente la circa 19,4 milioane de locuitori. Acest fapt se datorează liberei circulații în statele din afara granițelor României, dar și ratei natalității destul de scăzute.
În iulie 2010, în statele membre UE se aflau aproximativ 2,5–2,7 milioane de imigranți români. Cu 2,8 milioane de emigranți luați în evidență de Banca Mondială la nivelul lui 2010, România se situează pe locul 18 în lume în privința emigrației.
| Țară de emigrație     | Număr     | Ref.    |
| --------------------- | --------- | ------- |
| Italia                | 1.290.051 | [ 88 ]  |
| Statele Unite         | 1.100.000 | [ 89 ]  |
| Spania                | 913.405   | [ 90 ]  |
| Israel                | 500.000   | [ 88 ]  |
| Germania              | 450.000   | [ 88 ]  |
| Ucraina               | 338.427   | [ 91 ]  |
| Canada                | 204.630   | [ 88 ]  |
| Franța                | 200.000   | [ 90 ]  |
| Marea Britanie        | 158.000   | [ 88 ]  |
| Austria               | 106.535   | [ 88 ]  |
| Belgia                | 93.487    | [ 88 ]  |
| Grecia                | 48.539    | [ 88 ]  |
| Irlanda               | 45.000    | [ 88 ]  |
| Portugalia            | 39.000    | [ 88 ]  |
| Ungaria               | 35.641    | [ 92 ]  |
| Brazilia              | 33.280    | [ 93 ]  |
| Australia             | 30.000    | [ 88 ]  |
| Serbia                | 29.332    | [ 94 ]  |
| Cipru                 | 24.376    | [ 95 ]  |
| Suedia                | 22.079    | [ 96 ]  |
| Olanda                | 21.049    | [ 97 ]  |
| Elveția               | 20.000    | [ 88 ]  |
| Danemarca             | 10.862    | [ 98 ]  |
| Venezuela             | 10.000    | [ 99 ]  |
| Cehia                 | 7.740     | [ 100 ] |
| Norvegia              | 6.869     | [ 101 ] |
| Emiratele Arabe Unite | 6.444     | [ 88 ]  |
| Rusia                 | 5.305     | [ 102 ] |
| Turcia                | 4.600     | [ 88 ]  |
| Iordania              | 4.000     | [ 88 ]  |
| Japonia               | 3.300     | [ 88 ]  |
| Noua Zeelandă         | 3.100     | [ 88 ]  |
| Africa de Sud         | 3.000     | [ 103 ] |
| Luxemburg             | 2.800     | [ 88 ]  |
| Finlanda              | 2.000     | [ 88 ]  |
| Qatar                 | 2.000     | [ 88 ]  |
| China                 | 1.320     | [ 88 ]  |
| Argentina             | 1.000     | [ 88 ]  |
| Chile                 | 1.000     | [ 88 ]  |
| Bulgaria              | 891       | [ 104 ] |
| Palestina             | 850       | [ 88 ]  |
| Kuwait                | 696       | [ 88 ]  |
| Coreea de Sud         | 634       | [ 88 ]  |
| Mexic                 | 600       | [ 88 ]  |
| Egipt                 | 420       | [ 88 ]  |
| India                 | 400       | [ 88 ]  |
| Singapore             | 400       | [ 88 ]  |
| Paraguay              | 398       | [ 88 ]  |
| Oman                  | 382       | [ 88 ]  |
| Columbia              | 350       | [ 88 ]  |
| Monaco                | 250       | [ 88 ]  |
| Uruguay               | 200       | [ 88 ]  |
| Peru                  | 174       | [ 88 ]  |
| Indonezia             | 155       | [ 88 ]  |
| Thailanda             | 106       | [ 88 ]  |
| Cuba                  | 100       | [ 88 ]  |
| Vietnam               | 100       | [ 88 ]  |
| Pakistan              | 75        | [ 88 ]  |
| Republica Dominicană  | 30        | [ 88 ]  |
| Liechtenstein         | 15        | [ 88 ]  |
| Namibia               | 10        | [ 88 ]  |
| Burkina Faso          | 7         | [ 88 ]  |
| Mongolia              | 1         | [ 88 ]  |

## Imigrația
Aproximativ 45.000 de străini sunt prezenți pe piața locală a forței de muncă, dintre care circa 30.000 de muncitori.
Numărul imigrărilor în România rămâne redus (10.000 de persoane în 2008, cu 5% mai mult decât în anul precedent). Numărul total al permiselor de muncă eliberate străinilor a fost de 76.700 în 2008, cu 30% mai mult decât în 2007.

### Statistici
Țările de origine are imigranților în România (estimări):
- Republica Moldova - 151.000;
- Italia - 51.000;
- Spania - 39.000;
- Ucraina - 16.000;
- Bulgaria - 14.000;
- Franța - 9.000;
- Germania - 9.000;
- Ungaria - 8.000;
- Serbia (inclusiv  Kosovo) - 8.000;
- Turcia - 8.000;
- Rusia - 7.000;
- Regatul Unit - 7.000;
- Grecia - 6.000;
- China - 5.000;
- Statele Unite - 4.000;
- Iran - 2.000;
- Irak - 2.000;
- Israel - 2.000;
- Vietnam - 2.000;
- Albania - 1.000;
- Austria - 1.000;
- Belgia - 1.000;
- Irlanda - 1.000;
- Portugalia - 1.000;
- Siria - 1.000;
- Tunisia - 1.000;
- Egipt - 900;
- Liban - 900;
- Maroc - 800;
- India - 700;
- Iordania - 600;
- Nigeria - 500;
- Pakistan - 500;
- Coreea de Sud - 500;
- Somalia /  Etiopia - 150